# Vinná hora (Nízký Jeseník)
Vinná hora je výrazný kopec tyčící se nad městem Hlučín, řekou Opavou, potokem Vařešinka a Hlučínským jezerem v okrese Opava v Moravskoslezském kraji. Vrchol Vinné hory dosahuje výšky 290 m n. m. Severní úpatí kopce je hranicí pohoří Nízkého Jeseníku, resp. jeho podčásti Vítkovské vrchoviny).

## Historie a pověsti
Vinná hora bývala místem, na kterém se pěstovalo víno. Přes veškerou péči však bylo víno trpké a tak vinice zanikly. Existuje několik pověstí vztahující se k Vinné hoře, které hovoří o hradu mnoha s několika tajnými chodbami, či o vztahu hraběte se služebnou, kterou žárlivá hraběnka zabila a následně se celý hrad i s lidmi propadl do hory.

## Další informace
Na vrcholu kopce je bývalá usedlost, ve které se provozuje pila. U této usedlosti je turistická informační tabule. Masiv Vinné hory se táhne od potoka Jasénky severozápadním směrem kolem řeky Opavy. Při cestě z Hlučína k vodojemu pod Vinnou horou (ulice Vinohradská) se prochází kolem kapličky pod Vinnou horou (kapličky na Vinohradské ulici) a pak cennou stromovou alejí s ponechanými torzy některých stromů jako „broukoviště“.
Svahy Vinné hory nad řekou Opavou a nad Hlučínem jsou příkré s občasnými výchozy erodovaných břidlic. Zmiňuje se zde také zaniklý lom na pískovec. Vinná hora je také název chatařské osady na úpatí Vinné hory u řeky Opavy.

## Galerie

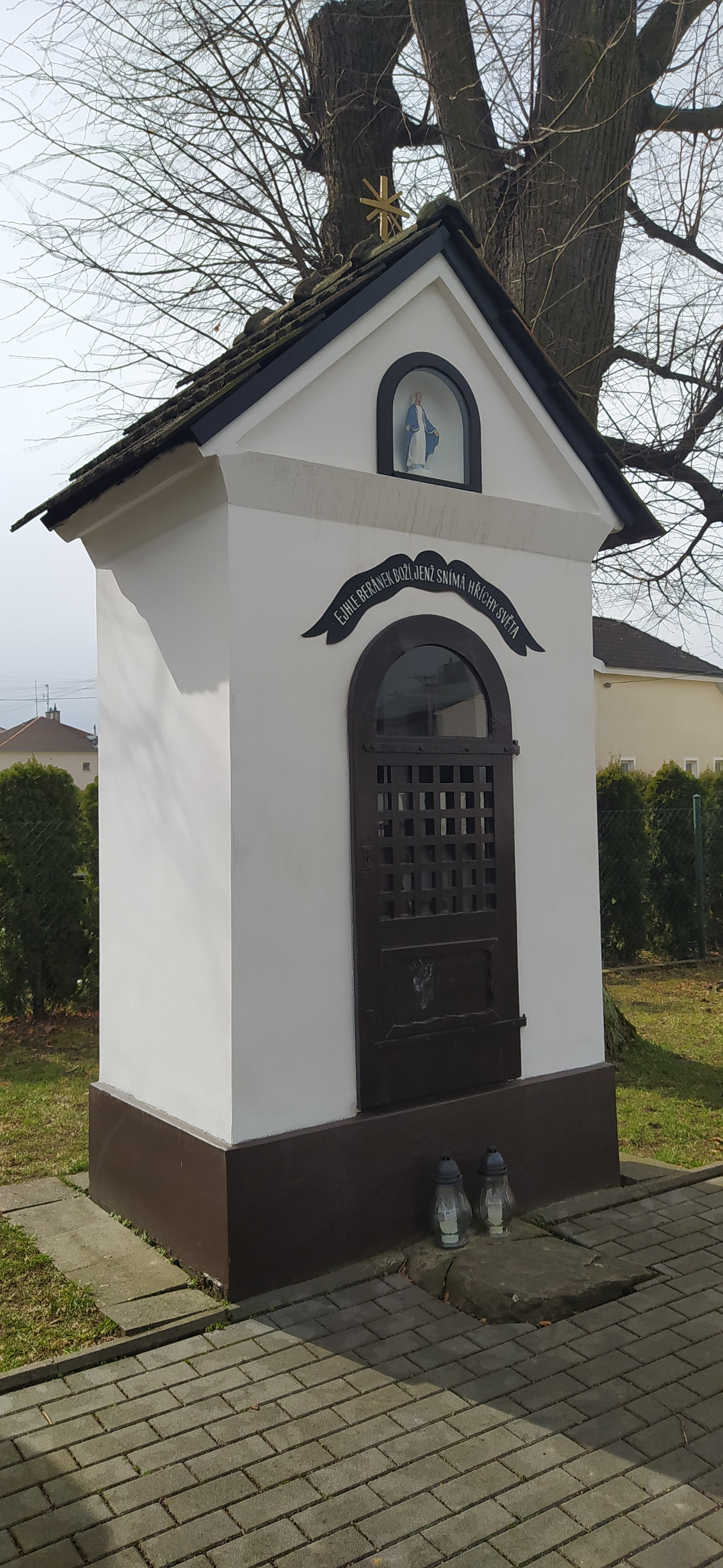
Kaplička pod Vinnou horou (Vinohradská ulice)
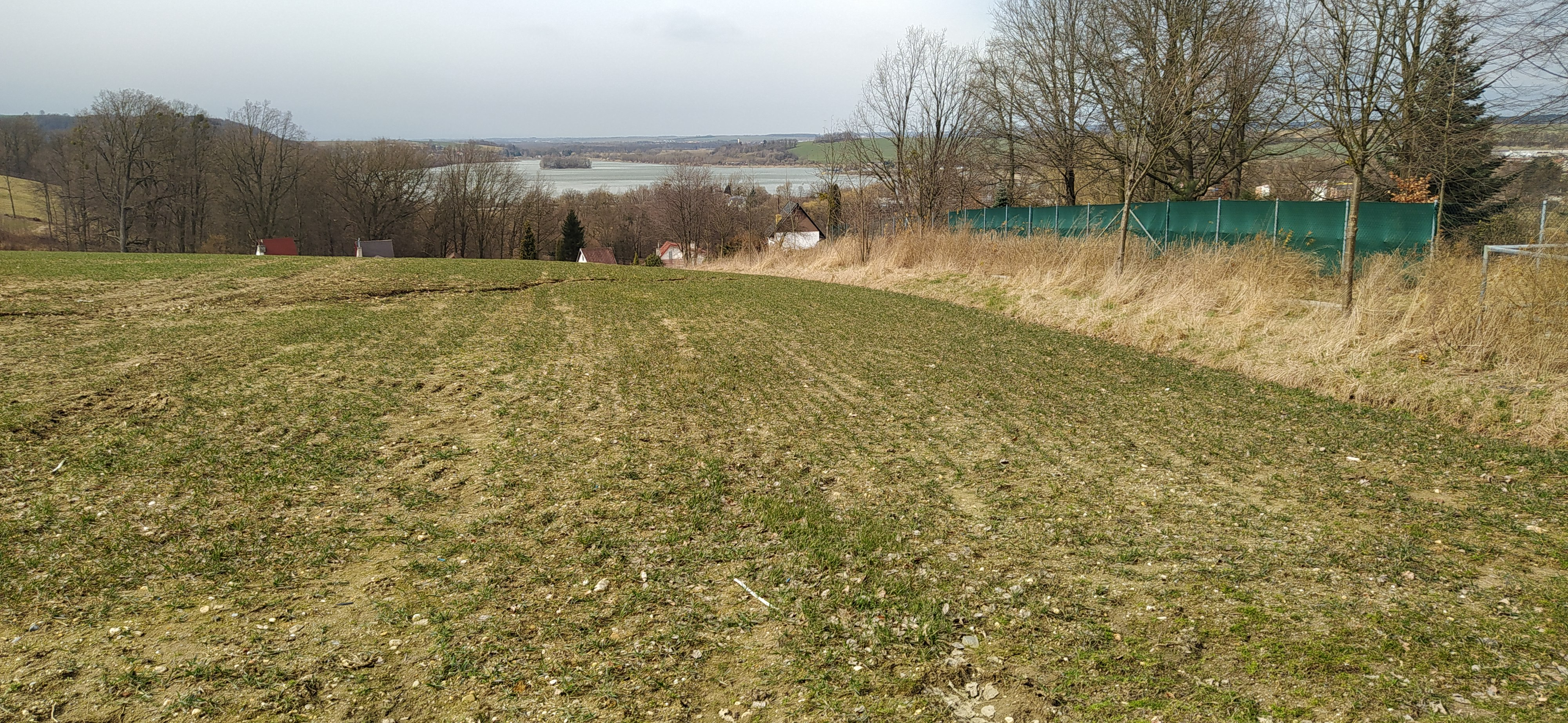
Pohled ze svahu Vinné hory na Hlučínské jezero
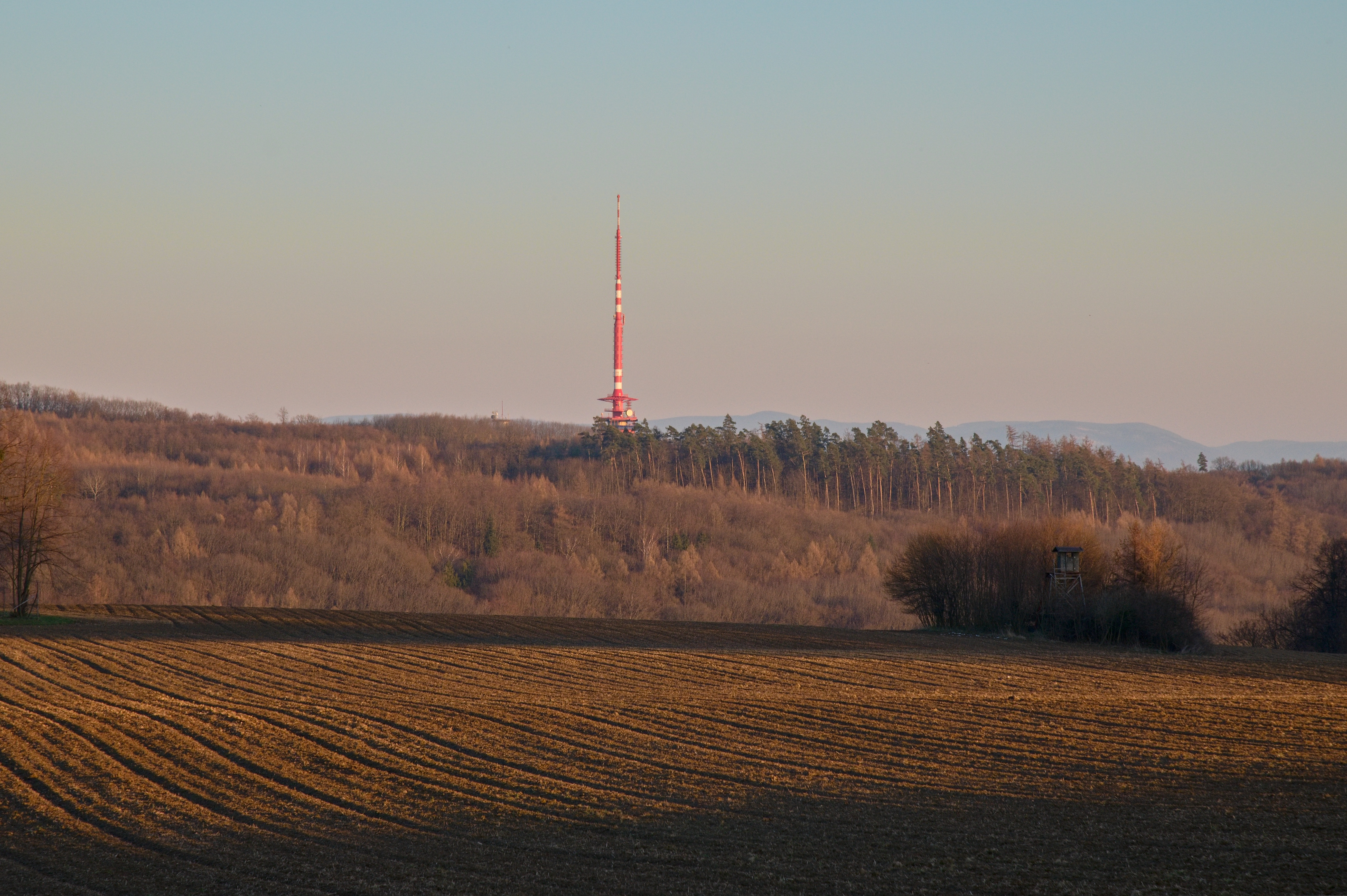
Pohled z Vinné hory směrem na vysílač Hošťálkovice
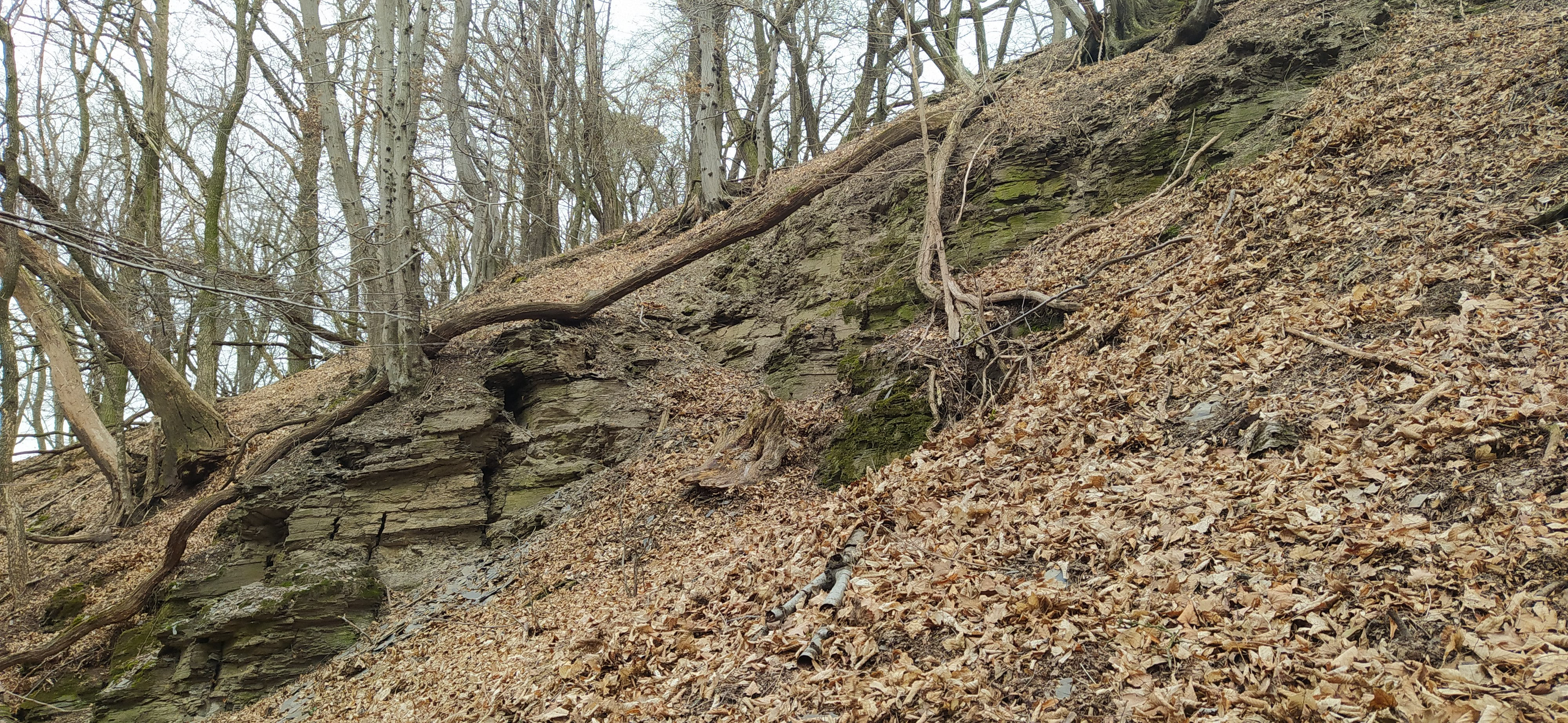
Svah Vinné hory nad řekou Opavou s výchozy zvětralých břidlic
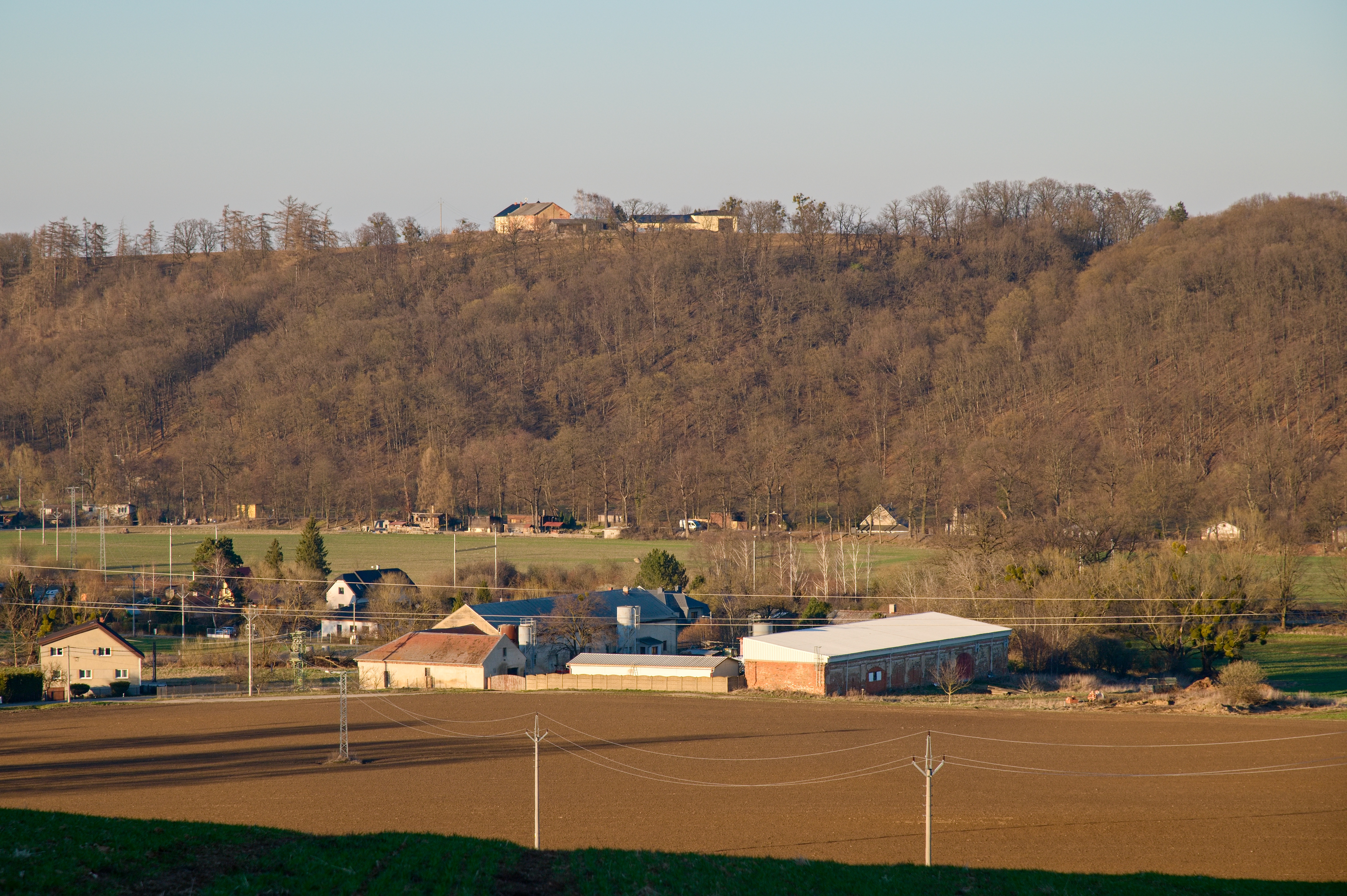
Vinná hora, pohled z Děhylova přes údolí řeky Opavy.
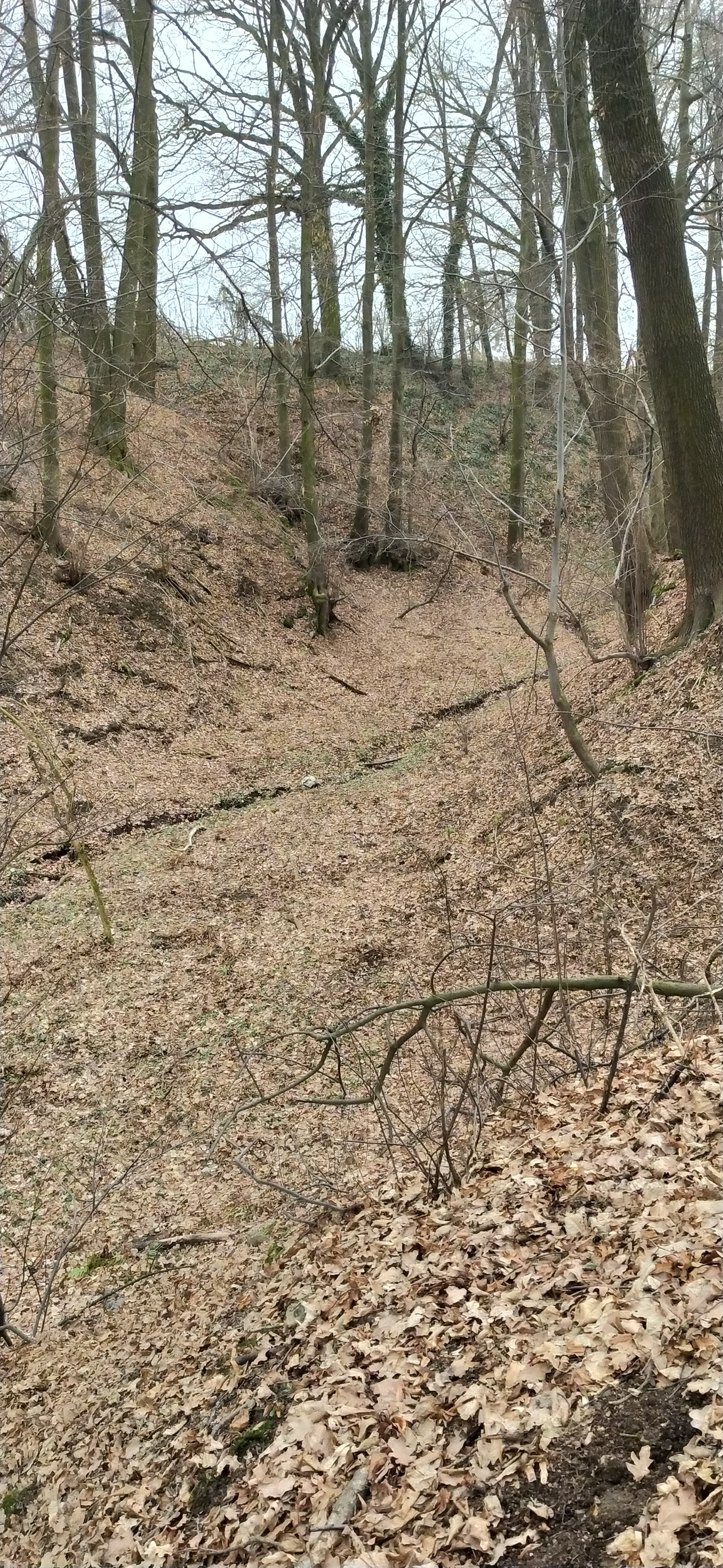
Kaňon u polní cesty nad zahrádkami